# Claude Louis Berthollet
Claude Louis, conde Berthollet (Talloires, 9 de diciembre de 1748-Arcueil, el 6 de noviembre de 1822) fue un químico saboyardo. Junto a Lavoisier y otros, concibió un sistema de nomenclatura química que es la base del sistema moderno de denominación de los compuestos químicos, además se le atribuye la creación de "L'eau de Javel“, la lejía.

## Biografía
Fue el sexto de nueve hijos de Louis y Philiberte Donier.
Realizó estudios de medicina en Turín, graduándose en 1770. En 1772 se traslada a París, donde estudiará química. 
Conoció a Theodore Tronchin, su maestro en prácticas médicas, quien le consiguió ser el médico personal de la esposa del duque de Orleans. Tronchin era un médico de Ginebra muy reconocido por las clases altas, teniendo amigos como Voltaire, Rousseau y Diderot. Gracias a Tronchin, sus ingresos fueron aumentando y se apoyó en ello para continuar su carrera química en París.
En 1778 obtiene un segundo doctorado en medicina en París, pues su título italiano no era reconocido en Francia, ese mismo año se casó con Margurite de Baur, obteniendo así su ciudadanía francesa.
En 1780, en mérito a las numerosas memorias que había publicado, es elegido miembro de la Académie des sciences. Cuatro años después será designado director de la Manufacture des Gobelins, afamados talleres reales de fabricación de tapices. Descubre las propiedades decolorantes del cloro y diseña un procedimiento para blanquear telas utilizando una solución de hipoclorito de sodio: es el inventor de la lejía o agua de Javel.
Fue seguidor de la teoría del flogisto de George Stahl, sin embargo en 1786 se inclinó por la teoría de Lavoisier por experimentos de neumática química realizadas con el mismo, de quien más tarde fue amigo.
En 1787 publica junto a Louis-Bernard Guyton de Morveau, Antoine Lavoisier, y Antoine-François de Fourcroy el Méthode de nomenclature chimique, base de la moderna nomenclatura química.
En 1789 fundó la revista Annales de chimie con Fourcroy y Guyton de Morveau, y junto a ellos en el comité encargado de la revisión de la nomenclatura química. 
En 1791 publica Éléments de l'art de la teinture, como conclusión de las investigaciones realizadas durante su trabajo en la Manufacture des Gobelins. También trabaja sobre explosivos.
Enseñó química en la École Normale Supérieure, y, después de 1794, en la École Polytechnique. 
Junto con su amigo Gaspard Monge, será uno de los comisarios del gobierno para la búsqueda de los objetos de ciencia y arte de los países conquistados por los ejércitos de la República. En Italia conoce al joven general Bonaparte. Forma parte del grupo de científicos que, en 1798, acompañan a Napoleón a Egipto, donde estudia las propiedades del carbonato de sodio hidratado natural (Na3(HCO3)(CO3) - 2H2O).
Entra en el instituto de Egipto en la sección de física el 20 de agosto de 1789 y es elegido vicepresidente. La presidencia llegara en junio del siguiente año. Elabora su teoría sobre las afinidades químicas como resultado de una exploración de los lagos del Natrón. Participa también en el reconocimiento de la región del Suez y en la campaña de Siria. Deja Egipto junto con Napoleón el 23 de agosto de 1799, el químico recupera su cátedra en el instituto Nacional, y en 1802 sería presidente de la comisión encargada de prepara la Description de L’Egypte.
A partir de 1799, y durante ocho años, Berthollet tuvo una discusión con Proust, que finalizó con la derrota de Berthollet, puesto que Proust demostró que las relaciones de combinación no dependen de las masas de los componentes, sino que, por el contrario, son constantes. La polémica, por tanto, había llevado a Proust a la "ley de las proporciones múltiples", a pesar del declive de su fama debido a esto, justo es reconocer, que la fisicoquímica como nueva rama de la ciencia nació con el gran investigador francés. En honor de Berthollet los compuestos no estequiométricos llevan el nombre de bertólidos.
En 1803 publica Recherche sur les lois des affinités chimiques y Essai de statistique chimique. En este último libro definió por primera vez el concepto de "equilibrio químico". Su trabajo es influenciado por Lavoisier, trabaja con Monge y tiene como discípulo y protegido a Louis Joseph Gay-Lussac.
Bajo el Imperio recibirá el título de conde, y será nombrado gran oficial de la Legión de Honor. En 1804 es elegido senador. Más tarde, funda la Société d'Arcueil, donde se reúnen científicos como Laplace y Gay-Lussac. Votará a favor de la deposición de Napoleón, este lo aparta de la cámara de los pares, pero será restituido por Luis XVIII. 
Murió en Arcueil el 6 de noviembre de 1822.